# CADKEY
CADKEY是一种2D/3D机械制图软件，可用于DOS、UNIX和Microsoft Windows等多种操作系统。DOS版本最初发布于1984年，是PC上最早的具有3D功能的CAD软件之一。